# Crashsensor
Ein Crashsensor, oder Aufprallsensor, wird in Kraftfahrzeugen verwendet, um einen Aufprall des Fahrzeugs gegen ein Hindernis zu detektieren.
Hat der Sensor einen Aufprall erkannt, sendet er einen elektrischen Impuls an verschiedene Steuergeräte (ECU eine Art Pc), die wiederum verschiedene Insassenschutzsysteme aktivieren. Je nach Ausstattung des Fahrzeugs gehören dazu die Airbags, Gurtkraftbegrenzer, Gurtstraffer und Überrollbügel. Bei manchen Fahrzeugtypen wird auch das Entriegeln der Fahrzeugtüren initiiert. Die Auslösung des Crashsensor wird im Unfalldatenspeicher aufgezeichnet.
Crashsensoren älterer Bauart erkennen nur einen Aufprall an sich und aktivieren die Insassenschutzsysteme, sobald ein vorgegebener Schwellenwert der Fahrzeugverzögerung überschritten wird. Moderne, sogenannte intelligente, Sensoren, können dagegen auch die Aufprallschwere erkennen und aktivieren in Abhängigkeit davon unterschiedliche Insassenschutzsysteme, was die Gefahr airbaginduzierter Verletzungen der Fahrzeuginsassen reduzieren kann.

## Sensoren
In Abhängigkeit vom verwendeten Messverfahren können Crashsensoren in 3 Gruppen untergliedert werden.

### Beschleunigungssensoren
Beschleunigungssensoren reagieren bei einem abrupten Stopp des Fahrzeugs, die Signalauslösung erfolgt typischerweise bei Beschleunigungswerten von 3 bis 5 g.

### Drucksensoren
Dieser Sensortyp wird meist zur Detektion eines Seitenaufpralls verwendet. Die Sensoren erkennen eine Druckerhöhung im Hohlraum der Fahrzeugtüren. Sie reagieren etwas schneller als Beschleunigungssensoren. 

### Crash Impact Sound Sensing (CISS)
Diese neueste Generation von Sensoren erkennen einen Unfall aufgrund von Körperschalländerungen des sich beim Aufprall verformenden Karosserieblechs. Ihre Reaktionszeit ist noch kürzer als die von Drucksensoren.